# 宮崎高等技術専門校
宮崎高等技術専門校（みやざきこうとうぎじゅつせんもんこう）は、職業訓練法人宮崎職業訓練協会が運営する認定職業訓練による職業能力開発校である。訓練生は協会の運営団体に加盟する事業所で働きながら、職業生活に必要な技能を学ぶ。

## 概要
- 2011年7月現在、宮崎市では国のふるさと雇用再生特別基金を活用し、民間団体等に就職コーディネーターを配置し、学生等の就職活動や離転職者等の就職を支援する「求人開拓人材マッチング事業」を実施している。宮崎高等技術専門校でもこの制度を活用し、就職コーディネーターを配置し、就職に関するサポートを行っている。
- 場所　-　宮崎市大字赤江飛江田868-16
- 設置訓練科　-　左官・タイル施工科、建築塗装科、建築科、一級建築士・二級建築士受験科、左官科、漆器科、塗装科
- 木造建築科と建築塗装科は訓練生の所属する事業所で構成事業所の社員として実際の生産活動に従事しながら、職業訓練指導員のもとに集合訓練を行う普通職業訓練普通課程である。
- 課程修了時の技能照査に合格することにより技能士補の称号が与えられ、技能検定2級受検資格のうち学科試験が免除される。
- 普通職業訓練短期課程として在職者を対象に、職業に必要な技能・知識を習得させるための短期間講習課程を設けている。宅地建物取引士受験科（宅地建物取引士受験準備コース）表装科、測量科、和裁科、一級建築士・二級建築士受験科（一級建築士・二級建築士受験準備コース）、工匠規矩術科、数寄屋建築科、左官伝統技法科、パソコン・ワード科、パソコン・エクセル科（エクセルを基礎から学習。表計算技士2級・3級　修了後受験可能）といった講座がある。
- 委託訓練も行っており、ITスキルアップ科、ITスキルアップ実践科、といった訓練科を設置している。